# Dustin Hermanson
Dustin Michael Hermanson (né le 21 décembre 1972 à Springfield, Ohio, États-Unis) est un ancien lanceur droitier au baseball ayant joué dans les Ligues majeures pour six équipes, de 1995 à 2006.
Ce lanceur partant transformé en releveur dans la seconde partie de sa carrière a enregistré 34 sauvetages en 2005 et remporté la Série mondiale avec les White Sox de Chicago.

## Carrière
Dustin Hermanson est le 3e joueur sélectionné au total lors du repêchage amateur de 1994 et est le choix de première ronde des Padres de San Diego en 1994 après Paul Wilson (Mets) et Ben Grieve (Athletics). Il fait ses débuts dans les Ligues majeures le 8 mai 1995. Il fait 34 présences au monticule, toutes en relève, avec San Diego au cours de ses deux premières saisons, remportant 4 décisions contre une défaite.
Dans l'entre-saison 1996-1997, il passe des Padres aux Marlins de la Floride, puis ceux-ci le céderont avant le début de la saison régulière aux Expos de Montréal pour acquérir le voltigeur Cliff Floyd. Joe Orsulak, un autre voltigeur, passe aussi aux Expos dans la transaction.
En 1997, Hermanson reçoit la balle pour 28 départs et remporte 8 gains pour les Expos. L'année suivante (1998), il établit un sommet personnel de 14 victoires dans son rôle de partant, affichant une solide moyenne de points mérités de 3,13. Après des saisons perdantes de 9-14 et 12-14 en 1999 et 2000, Hermanson est échangé aux Cardinals de Saint-Louis en compagnie de Steve Kline. Les Cards transfèrent à Montréal le lanceur Britt Reames et le joueur de troisième but Fernando Tatis.
Hermanson gagne à nouveau 14 victoires (contre 13 défaites) en tant que lanceur partant des Cardinals et participe pour la première fois aux séries éliminatoires, l'équipe se qualifiant comme meilleure deuxième dans la Ligue nationale.
Le droitier évolue pour les Red Sox de Boston en 2002, il partage l'année 2003 entre, à nouveau, Saint-Louis et les Giants de San Francisco. En 2004, ces derniers l'emploient à la fois comme partant (18 départs) et comme releveur (il enregistre 17 sauvetages).
Engagé comme agent libre par les White Sox de Chicago pour la saison 2005, Hermanson devient le stoppeur de l'équipe et s'illustre avec 34 victoires protégées. Il fait partie de l'équipe championne de la Série mondiale 2005. Ennuyé par des maux de dos récurrents, il quitte les Sox après la saison 2006 et signe un contrat avec les Reds de Cincinnati. Lorsque ces derniers veulent le céder à Louisville, dans le niveau AAA, au début de la saison 2007, il opte pour la retraite.